# Stagecoach (Teksas)
Stagecoach je gradić u američkoj saveznoj državi Teksas. Prema popisu stanovništva iz 2010. u njemu je živjelo 538 stanovnika.